# جان هاولی ادواردز
جان هاولی ادواردز (انگلیسی: John Hawley Edwards; ۲۱ مارس ۱۸۵۰ – ۱۴ ژانویهٔ ۱۸۹۳) بازیکن فوتبال اهل پادشاهی متحد بریتانیای کبیر و ایرلند بود.
از باشگاه‌هایی که در آن بازی کرده‌است می‌توان به اشاره کرد.
وی همچنین در تیم‌های ملی فوتبال انگلستان و ولز بازی کرده‌است.